# Worek spojówkowy

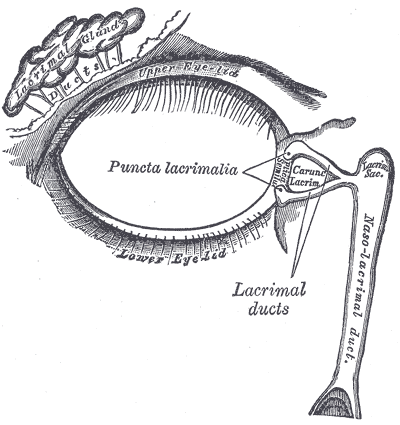
Narząd łzowy, zaznaczony worek spojówkowy.

Worek spojówkowy (łac. saccus conjunctivae) – szczelinowata potencjalna przestrzeń znajdująca się między spojówką powiek a spojówką gałki ocznej.
W warunkach prawidłowych obie spojówki przylegają do siebie wskutek nawilżenia ich łzami, jednakże w stanach chorobowych może nagromadzić się tam np. wydzielina ropna lub znajdować się ciało obce.